# Bosnisch-herzegowinische Poolbillard-Meisterschaft
Die bosnisch-herzegowinische Poolbillard-Meisterschaft ist eine jährlich ausgetragene Poolbillardturnierserie zur Ermittlung der nationalen Meister von Bosnien und Herzegowina in den Billarddisziplinen 8-Ball, 9-Ball, 10-Ball und 14/1 endlos.
Bei den Herren werden insgesamt zehn Turniere gespielt. Bei den inzwischen nicht mehr ausgetragenen Wettbewerben der Damen und Junioren wurden sechs Turniere gespielt, aus denen sich eine Gesamtwertung ergab.
Rekordsieger der Herren ist Dino Cerimagić mit zehn Titeln vor dem achtfachen Sieger Alen Muratović und Sanjin Pehlivanović mit sieben Meistertiteln.

## Bosnisch-herzegowinische Meister

### Herren
| Saison  | 14/1 endlos         | 8-Ball              | 9-Ball              | 10-Ball             |
| ------- | ------------------- | ------------------- | ------------------- | ------------------- |
| 2009/10 | Dino Cerimagić      | Dejan Mihić         | Dino Cerimagić      | nicht ausgetragen   |
| 2010/11 | Moamer Alić         | Dino Cerimagić      | Benjamin Mujicić    | Dino Cerimagić      |
| 2011/12 | Alen Muratović      | Dino Cerimagić      | Benjamin Mujicić    | Dino Cerimagić      |
| 2012/13 | Dino Cerimagić      | Dino Cerimagić      | Alen Muratović      | Alen Muratović      |
| 2013/14 | Alen Muratović      | Alen Muratović      | Alen Muratović      | Dino Cerimagić      |
| 2014/15 | Alen Muratović      | Sanjin Pehlivanović | Sanjin Pehlivanović | Alen Muratović      |
| 2015/16 | Sanjin Pehlivanović | Sanjin Pehlivanović | Sanjin Pehlivanović | Dino Cerimagić      |
| 2016/17 | Benjamin Mujicić    | Sanjin Pehlivanović | Sanjin Pehlivanović | Benjamin Mujicić    |
| 2017/18 | Sanjin Pehlivanović | Alen Muratović      | Sanjin Pehlivanović | Sanjin Pehlivanović |
| 2018/19 | Sanjin Pehlivanović | Adi Kulalić         | Sanjin Pehlivanović | Adi Kulalić         |
| 2019/20 | nicht ausgetragen   | Sanjin Pehlivanović | Sanjin Pehlivanović | Ajdin Piknjač       |
| 2020/21 | nicht ausgetragen   | Sanjin Pehlivanović | nicht ausgetragen   | nicht ausgetragen   |

### Damen
| Saison  | 1. Platz          | 2. Platz          | 3. Platz          |
| ------- | ----------------- | ----------------- | ----------------- |
| 2010/11 | Emina Demirović   | Lejla Zejnić      | Ada Pašić         |
| 2011/12 | Lejla Zejnić      | Ðulistana Mustafa | Sandra Spasojević |
| 2012/13 | Ðulistana Mustafa | Lejla Zejnić      | Sandra Spasojević |

### Junioren
| Saison  | 1. Platz       | 2. Platz            | 3. Platz            |
| ------- | -------------- | ------------------- | ------------------- |
| 2010/11 | Alen Muratović | Denil Babović       | Sanjin Pehlivanović |
| 2011/12 | Alen Muratović | Denil Babović       | Sanjin Pehlivanović |
| 2012/13 | Alen Muratović | Sanjin Pehlivanović | Denil Babović       |